# Discocalyx macrophylla
Discocalyx macrophylla är en viveväxtart som beskrevs av Elmer Drew Merrill. Discocalyx macrophylla ingår i släktet Discocalyx och familjen viveväxter. Inga underarter finns listade i Catalogue of Life.